# Brachyrhamdia rambarrani
Brachyrhamdia rambarrani är en fiskart som först beskrevs av Axelrod och Burgess, 1987.  Brachyrhamdia rambarrani ingår i släktet Brachyrhamdia och familjen Heptapteridae. Inga underarter finns listade.